# Jogo da onça
O Jogo da onça ou adugo (onça, na língua dos Bororo) é um jogo de tabuleiro de origem indígena brasileiro jogado no chão, também conhecido como "adugo." Possui grande semelhança com o jogo nepalês Bagha-Chall e com o antigo jogo da Puma, de origem inca, sendo isso um possível exemplo de Convergência tecnológica.
Com o tabuleiro traçado na areia e usando-se pedras como peças: uma peça representa a onça e 14 outras (iguais entre si) representam os cachorros. Trata-se de um jogo de estratégia para dois jogadores, em que um deles atua como onça, com o objetivo de capturar as peças do adversário. A captura é feita como no jogo de Damas. O jogador que atua com os cachorros tem o objetivo de encurralar a onça e deixá-la sem possibilidade de movimentação.

## Origens

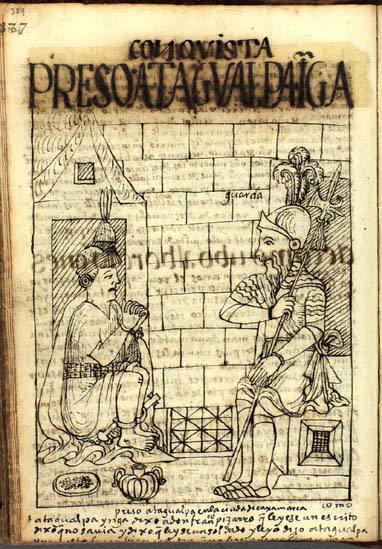
Em 1615 Felipe Guamán Poma de Ayala registrou em desenho um momento onde o imperador inca Atahualpa jogava com seus captores, em um tabuleiro de Alquerque, provavelmente o jogo da onça ou uma de suas variações

Os povos Bororo (com autodenominação "Boe") no Mato Grosso,  Manchineri no Acre, e os Guaranis, em São Paulo jogaram este jogo no passado, antes mesmo da colonização portuguesa fazer contato com não indígenas.
Atualmente na aldeia Meruri (terra demarcada como Território Indígena Bororo) no município de General Carneiro - MT, há pessoas indígenas que conhecem este jogo e esporadicamente o jogam. Eles utilizam um ou mais triângulos de encurralamento de "Adugo" (jaguar).

## Regras[9]
1. No início, a onça está no ponto central do tabuleiro. Todos os cães estão na metade do tabuleiro de Alquerque oposta à do tabuleiro de padrão triangular.
2. Os jogadores decidem com qual animal brincar. A onça se move primeiro. Os jogadores alternam seus turnos. Apenas uma peça é usada para movimentação ou captura por turno.
3. A onça e os cães movem-se uma casa de cada vez por turno seguindo o padrão do tabuleiro.
4. A onça pode capturar pelo salto curto como em um jogo de Damas. A onça salta sobre um cachorro adjacente e pousa do outro lado em linha reta, seguindo o padrão do tabuleiro apenas um vez.
5. Os cães não podem capturar.

6. O jogo termina com os cães vencedores se a onça não conseguir mais se mover. A onça vence ao capturar 5 cães.